# Cimetière national de Beaufort
Le cimetière national de Beaufort est un cimetière national des États-Unis situé dans le comté de Beaufort, dans la ville de Beaufort, en Caroline du Sud,. Géré par le département des États-Unis des affaires des anciens combattants, il s'étend sur 33,1 acres (13,4 ha), et en 2014, contient plus de 19 000 inhumations.

## Histoire
Les premières inhumations dans le cimetière sont celles d'hommes qui sont morts à proximité des hôpitaux de l'Union lors de l'occupation de la région au début de la guerre de Sécession, principalement en 1861, à la suite de la bataille de Port Royal. Les blessés de guerre de la région sont également enterrés dans le cimetière, dont plus de 100 soldats confédérés. Il devient un cimetière national avec la loi des cimetières nationaux d'Abraham Lincoln en 1863. Les corps des 27 prisonniers de guerre de l'Union de la prison de Blackshear Prison y sont ré-inhumés à la suite de la guerre.
Le cimetière national de Beaufort contient maintenant des inhumations de tous les grands conflits américains, y compris la guerre hispano-américaine, la guerre de Corée, la guerre du Viêt Nam et la guerre du Golfe.
En 1987, les corps de dix-neuf soldats noirs de l'Union, tous du 55th Massachusetts Infantry, sont découverts sur Folly Island, en Caroline du Sud. Le 55th Massachusetts a stationné sur Folly Isand  de la fin de 1863 jusqu'au début 1864 et était une unité similaire au 54th Massachusetts Infantry plus connu, vedette dans le film Glory. Le 29 mai 1989, ces soldats sont enterrés dans le cimetière national de Beaufort avec tous les honneurs militaires. Les acteurs du film ont servi comme garde d'honneur lors de la cérémonie.
Le cimetière national de Beaufort est inscrit sur le Registre national des lieux historiques en 1997.

## Inhumations notables
- Colonel Donald Conroy, connu comme Le Grand Santini.
- Soldat de première classe Ralph H. Johnson, récipiendaire de la médaille d'honneur pour ses actions lors de la guerre du Viêt Nam.
- Capitaine John J. McGinty III, récipiendaire de la médaille d'honneur pour ses actions lors de la guerre du Viêt Nam.
- John N. McLaughlin - lieutenant général du corps des marines, a participé à trois guerres et a passé trois ans en tant que prisonnier de guerre.
- Sergent maître Joseph Simmons, récipiendaire de la légion d'honneur, Buffalo Soldier, vétéran de la première guerre mondiale et de la seconde guerre mondiale.
- Chuck Taliano, instructeur de la marine des États-Unis, apparaissant sur l'affiche de recrutement de « we don't promise you you a rose garden » durant les années 1970 et 1980[3].
- Général Edwin Pollock
- Général William G. Thrash
- Major général Ruben Henry Tucker III commandant des cadets, La Citadelle 1963 - 1968.
- Capitaine Albert L. Schlegel, Jr, US Army Air Corps, a servi en tant que pilote de chasse de la Royal Canadian Air Force jusqu'à ce que les États-Unis entre dans la seconde guerre mondiale. Après son transfert de l'Army Air Corps, il devient un « as », avec 13.5 avions abattus confirmés et 2,5 probablement abattus. Le 28 août 1944, il est abattu lors d'une mission au de-dessus de Valmy, en France. Bien qu'il ait réussi à s'évacuer, il aurait été capturé par les troupes allemandes et exécuté. Il a été inhumé en France comme « inconnu » jusqu'en 2016, lorsque son corps est identifié par l'agence des comptes des prisonniers de guerre/portés disparus de la Défense par les archives médicales. Il est ré-inhumé à Beaufort avec tous les honneurs militaires le 30 mars 2017.

- Le colonel Robert Gould Shaw (1837 - 1863), officier de l'armée fédérale pendant la guerre de Sécession, ayant commandé le 54e régiment d'infanterie du Massachusetts.

- Ian Ronald Atherton Adamson, enseigne de vaisseau de première classe de la Royal Navy, un seul mort à la guerre du Commonwealth de la seconde guerre mondiale[4].